# شمعون ليفي
شمعون ليفي، (ولد 1934، فاس - توفي 2 ديسمبر 2011، الرباط) هو كاتب وسياسي يهودي مغربي مهتم بالتاريخ اليهودي في المغرب. الكاتب العام للطائفة اليهودية بالدار البيضاء وقيادي في حزب التقدم والاشتراكية، يتحدث بالإضافة إلى اللغة العربية، اللغات الفرنسية، الإسبانية والبرتغالية. يشغل منصب الأمين العام لمؤسسة التراث الثقافي اليهودي المغربي بالدار البيضاء.
التحق سنة 1954 بصفوف الحركة الوطنية لمقاومة الاستعمار وهو ما زال لم يبلغ بعد 20 سنة من العمر، واحد من الذين كانت لهم إمكانية الحصول على الجنسية الفرنسية بموجب أحد القوانين الاستعمارية الفرنسية التي أعطت بموجبها الجنسية الفرنسية لكل يهود المغرب العربي حينما كانت تحتل كلا من الجزائر، تونس والمغرب. غير أنه فضل أن يعيش بدون أوراق وبدون جنسية أكثر من 24 عاما إلى أن صدر قانون الجنسية المغربية في نهاية 1958. وحكي مولاي إسماعيل العلوي، الأمين العام للتقدم والاشتراكية، كيف أن فرنسا منعت ليفي من الدخول إلى ترابها على خلفية موقفه غير المتوقع من الجنسية الفرنسية.
ألف كتاب محاولات في التاريخ والحضارة اليهودية المغربية، ويحدث بتحفظ شديد عن قصته مع الجنسية المغربية، لأن فتح هذا النقاش، كما قال، قد فتح الباب على مصراعيه للتشكيك في ولاء الناس لوطنهم، لكنه أكد، في المقابل، أنه بالفعل عاش بدون أوراق إلى أن صدر قانون الجنسية المغربية في نهاية الخمسينيات، رغم أنه كان بإمكانه أن يحصل على الجنسية الفرنسية. وقال ليفي في هذا السياق: لا أريد الدخول في التفاصيل، وأكتفي بالقول إن الجنسية المغربية تكفيني، غير أن هذا لا يعني أن ليفي لم يكن مغربيا قبل صدور هذا القانون المتعلق بالجنسية، بل إن جذوره المغربية ضاربة في أعماق التاريخ المغربي.
دافع ليفي عن يهوديته ويعتبرها مكونا أساسيا من الهوية المغربية، والأهم من هذا كله أنه لا يدافع عن مغربيته ويهوديته من موقع الإحساس بالنقص والدونية والتهميش، بل إنه يدافع عنهما من موقع الاعتزاز اعتقادا منه أن اليهود في المغرب ساهموا في تعزيز قيم التعايش بين أتباع الديانتين الإسلامية واليهودية.
وكان ليفي دائما في قلب الصراع الاجتماعي والسياسي طيلة مغرب ما بعد الاستقلال، مدافعا عن مغرب ديمقراطي يتمتع فيه جميع المغاربة، بغض النظر عن انتماءاتهم الدينية والعرقية، بكامل حقوق المواطنة. كان علي يعتة، الأمين العام لحزب التقدم والاشتراكية، يمسك جريدة البيان بقبضة من حديد، والشخص الوحيد الذي كان يملك القدرة على تسيير الجريدة واتخاذ قرارات إدارية في غياب علي يعتة هو شمعون ليفي.